# Pinacoteca comunale Casa Rusca
La Pinacoteca Comunale Casa Rusca è il museo comunale di Locarno che conserva nel palazzo settecentesco di Casa Rusca le collezioni della città e presenta esposizioni temporanee dal 1987.

## Edificio
La pinacoteca è collocata in pizza Sant'Antonio nell'edificio storico settecentesco di Casa Rusca. Casa Rusca è un palazzo nato dall'unione di due edifici precedenti che presenta al suo interno un cortile con loggiato. Negli anni Ottanta l'edificio viene restaurato e a partire dal 1987 l'edificio viene adibito a pinacoteca comunale.

## Patrimonio
La pinacoteca conserva le collezioni comunali della città di Locarno.
- Donazione Jean e Marguerite Arp. Opere pittoriche e scultoree di Jean Arp e di artisti suoi amici e contemporanei.
- Lascito Nesto Jacometti. Nesto Jacometti (1898-1973, gran premio della critica alla Biennale di Venezia nel 1953)[3] è un editore che raccoglie dipinti e incisioni di circa 150 artisti che collaborano alla Œuvre gravée, due iniziative editoriali avviate nel 1955 per la pubblicazione di stampe d'arte di alcuni dei protagonisti del XX secolo (tra i quali Serge Poliakoff, Zoran Mušič, Alfred Manessier, Hans Erni)[4]. La collezione conservata a Casa Rusca comprende quasi tutte le sue edizione e centinaia di incisioni originali.
- Donazione Giovanni Bianconi (1891-1981). 274 legni e 493 xilografie[5].
- Donazione Rudolf Mumprecht (1918-). Opere incise su rame.
- Donazione Emilio Maria Beretta (1907-1974).
- Donazione Rosalda Gilardi Bernocco (1922-1999).
- Donazione Marco Clemente Gramigna (2003).
- Donazione Emilio Maria Beretta (1907-1974).
- Donazione Rosalda Gilardi-Bernocco (1922-1999).
- Donazione Johanna Schultz.

La pinacoteca ha organizzato esposizioni temporanee di artisti locali e internazionali, tra i quali Giovanni Serodine (nel 1987), Graham Sutherland (1988), Giorgio Morandi (1990), Max Bill e Alberto Burri (1991). Negli anni Novanta sono state presentate delle retrospettive degli artisti Osvaldo Licini, Enrico Baj, Emil Schumacher, Asger Jorn, Marino Marini e Sophie Taeuber-Arp. Sono poi seguite esposizioni su Antoni Clavé (2001), Piero Dorazio (2004), Valerio Adami (2010), Fernando Botero (2012), Varlin (2013), Zao Wou-Ki (2013), Jacques Lipchitz (2014), Hans Erni (2014), Jean Arp (2015), Felice Filippini (2015), Mimmo Rotella (2016), Javier Marín (2016), Robert Indiana (2017), Mario Botta (2018), Sandro Chia (2018), Stephan Spicher (2019), Meng Yan (2019), Manolo Valdés (2019).
La pinacoteca presenta inoltre artisti attivi in Ticino all'interno del programma "Locarno Arte", tra i quali Nando Snozzi (2015), Marco Massimo Verzasconi (2015), Fausto Tommasina (2016), Klaus Prior (2016), Ivo Soldini (2017), Alex Dorici (2018).

## Organizzazione
La pinacoteca è un ente comunale della città di Locarno, diretta e gestita dal comune. L'istituzione è inoltre sostenuta dall'Associazione Amici di Casa Rusca.